# Иво Глухак
Иво Глухак (Коњшчина, код Златара, 1922 — Кордун, октобар 1941), учесник Народноослободилачке борбе и народни херој Југославије.

## Биографија
Рођен је 1922. године у Коњшчини, код Златара. Као дечак преселио се у Загреб да учи трговачки занат. Ту је дошао у дотицај с напредним омладинцима, међу којима је убрзо запажен својим интересовањем за политичка збивања и за класни раднички покрет. Као проверени активиста, Иво је 1939. године примљен у Савез комунистичке омладине Југославије. Уочи рата, био је један од најактивнијих радничких омладинаца-комуниста, који је око себе, кроз различите облике деловања, окупљао све антифашистичке елементе у редовима младих.
После окупације Југославије, као члан загребачког Месног комитета Савеза комунистичке омладине Југославије, Глухак је био један од организатора борбених омладинских група у Загребу. Заједно с Антом Милковићем и Рудолфом Крофлином, учествовао је у диверзији на прузи Загреб-Сисак. Иако је, због премале количине експлозива, оштећено тек неколико вагона, та је акција имала велики одјек и била морални подстрек за низ много успешнијих подухвата.
15. јула 1941. године, Глухак је сам запалио усташко складиште сена у Кустошији. Био је и један од чланова групе загребачких скојеваца који су, 4. августа 1941. године, под вођством Славка Комара, извршили напад из Ботаничког врта на приправнике Павелићевог „Тјелесног здруга“. Тада је било рањено 28 усташа. Акција је изазвала панику у усташким и њемачким редовима, и због ње је ухапшено и убијено око 700 људи.
Следећег дана, 5. августа, ухапшен је и Иво Глухак. Осуђен је на смрт, али пошто није ништа признао, казна му је, као малодобнику, замењена на две године робије. У време издржавања казне, Иво је стекао поверење управника затвора, који га је пуштао у град без полицијске пратње. Тако је успео да ступи у везу са својим старијим братом Владом, који је тада био један од партијских руководилаца у Загребу, и да се уз његову помоћ пребаци на ослобођену територију, на Кордун.
Погинуо је у првим борбеним редовима, у сукобу с надмоћнијим непријатељским снагама, у октобру 1941. године.
Указом Президијума Народне скупштине Федеративне Народне Републике Југославије, 20. децембра 1951. године, проглашен је за народног хероја.